# Египетско-хеттский мирный договор
Египетско-Хеттский мирный договор (также вечное или серебряное соглашение, редко Кадешское соглашение) — единственное сохранившееся ближневосточное соглашение, заключённое между Хеттским царством и Древним Египтом на 21-й год правления фараона Рамсеса II (10 ноября 1259 года до н. э. (21 день сезона перет)). Долго считался первым исторически документированным международным договором, пока не был обнаружен гораздо более древний договор Эблы с Абарсалем. Существовал в двух версиях, на египетском и на хеттском языках.

## Предыстория
Договор заключён после задокументированной битвы при Кадеше, которая состоялась за 16 лет до заключения договора. Кадеш, однако, не упоминается в тексте соглашения. 

## Содержание
Египетский вариант договора известен с начала XIX века, в начале XX века немецкий археолог Гуго Винклер обнаружил в Хаттусе на территории Турции клинописную табличку с договором (Богазкёйский архив). Этим договором правители обоих государств — Рамсес II и Хаттусили III заключали пакт о ненападении, признавали друг друга союзниками, обещались оказывать военную поддержку от внешних или внутренних врагов и высылать «беженцев». Мирный договор был скреплён браком между дочерью Хаттусили, получившей египетское имя Маатхорнефрура, и фараоном Рамсесом II (на 33 год его правления).

## Последствия
После заключения договора укрепились торговые связи между Египтом и переднеазиатскими странами.
Соглашение не обеспечило мира, а атмосфера враждебности между хеттами и египтянами продолжалась много лет, пока не было подписано союзное соглашение.
По вопросу значимости содержания и исторической оценки среди исследователей не достигнуто единого мнения.

## Наследие
Копия текста договора представлена в штаб-квартире ООН в Нью-Йорке.